# اسپیناس وزیل
اسپیناس وزیل (به فرانسوی: Espinasse-Vozelle) یک کمون (فرانسه) در فرانسه است که در آلیه واقع شده‌است. اسپیناس وزیل ۱۷٫۸۷ کیلومتر مربع مساحت دارد ۳۴۴ متر بالاتر از سطح دریا واقع شده‌است.